# NGC 261
NGC 261 este o nebuloasă difuză situată în Micul Nor al lui Magellan, în constelația Tucanul. A fost descoperită în 5 septembrie 1826 de către James Dunlop. De asemenea, a fost observată încă o dată în 20 septembrie 1835 de către John Herschel.